# Sphaerodoridium
Sphaerodoridium – rodzaj wieloszczetów z rzędu Phyllodocida i rodziny Sphaerodoridae. Różnie definiowany przez poszczególnych autorów. Zależnie od definicji obejmuje od kilku do ponad 20 opisanych gatunków.

## Morfologia

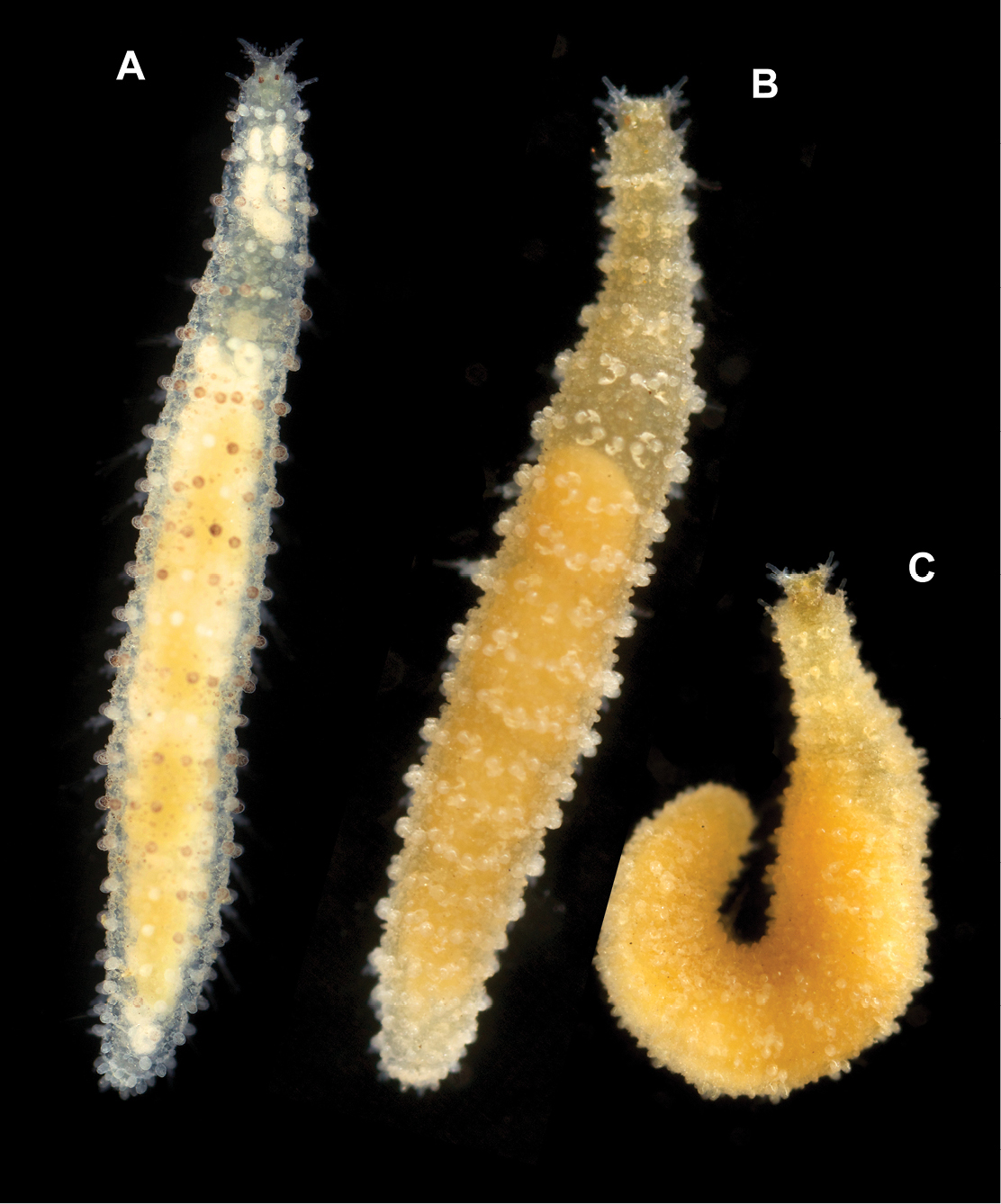
Sphaerodoridium celiae

Większość przedstawicieli rodzaju ma ciało krótkie, jajowate lub owalne w zarysie, ale zdarzają się też gatunki o ciele wysmukłym. Tak jak wśród całej rodziny oskórek jest gruby i pozbawiony kolagenu. Mogąca się wywracać na zewnątrz część gardzieli (ryjek) pozbawiona jest uzbrojenia. Prostomium zaopatrzone jest w krótkie czułki i głaszczki. Przydatki te mają kształt palcowaty lub kulisty. Czułek środkowy jest tak długi jak czułki boczne lub od nich krótszy. Papille czułkowate mogą występować lub nie. Pierwszy segment ciała zaopatrzony jest w parę czułków mackowatych. Dalsze segmenty mają nabłonkowe, siedzące lub osadzone szypułkach, gładkie, pozbawione papillów końcowych guzki makroskopowe tworzące mniej lub bardziej wyraźne szeregi poprzeczne i podłużne. Na każdym segmencie występuje jeden szereg poprzeczny liczący co najmniej siedem tych guzków. Brak jest na ciele guzków mikroskopowych, występują natomiast na całej jego powierzchni, w tym na parapodiach papille dodatkowe. Parapodia są jednogałęziste, zaopatrzone w szczecinki złożone. Na parapodiach segmentów szczecinkonośnych (chetigerów) przedniej części ciała nie występują przysadziste haczyki.

## Ekologia i występowanie
Wieloszczety te zasiedlają wody morskie i słonawe. Larwami są trochofory wchodzące w skład zooplanktonu. Późniejsze stadia należą do zoobentosu. Żyją zagrzebane w osadach na dnie mórz. Wybierają podłoże piaszczyste lub muliste. W wodach polskiego Morza Bałtyckiego stwierdzony został tylko S. balticum.

## Taksonomia
Rodzaj ten wprowadzony został w 1961 roku przez Jörgena Lützena. Autor ten zaliczył doń wszystkie Sphaerodoridae o krótkim ciele, gatunkiem typowym wyznaczając Sphaerodorum claparedii. W 1974 roku Kristian Fauchald dokonał rewizji światowej fauny Sphaerodoridae, zawężając definicję rodzaju Sphaerodoridium do form o krótkim ciele, szypułkowatych guzkach makroskopowych i krótkim czułku środkowym, w praktyce ograniczając go do gatunku typowego i czyniąc ów rodzaj monotypowym. W późniejszych latach definicja rodzaju ulegała kolejnym zmianom, np. w 2018 roku autorzy World Polychaeta database umieszczali w nim trzy gatunki; oprócz typowego także S. fauchaldi i S. guerritai. W 2019 roku María Capa i inni zrewidowali systematykę Sphaerodoridae na podstawie danych morfologicznych i molekularnej analizy filogenetycznej. Według definicji tych autorów do rodzaju tego należą:
- Sphaerodoridium aestuarum (Averincev, 1990)
- Sphaerodoridium amoureuxi Aguirrezabalaga & Cebeiro, 2005
- Sphaerodoridium andamanense (Bakken, 2002)
- Sphaerodoridium auranticum (Capa & Rouse, 2015)
- Sphaerodoridium balticum (Reimers, 1933)
- Sphaerodoridium bengalorum (Fauchald, 1974)
- Sphaerodoridium benguellarum (Day, 1963)
- Sphaerodoridium campanulata Borowski, 1994
- Sphaerodoridium celiae Moreira, Capa & Parapar in Capa et al, 2019
- Sphaerodoridium claparedii Greeff, 1866
- Sphaerodoridium evgenovi Gagaev, 2015
- Sphaerodoridium gudmunduri (Moreira & Parapar, 2012)
- Sphaerodoridium guerritai Moreira & Parapar, 2015
- Sphaerodoridium katchemakensis (Kudenov, 1987)
- Sphaerodoridium kolchaki Gagaev, 2015
- Sphaerodoridium kupetskii Gagaev, 2015
- Sphaerodoridium japonicum Ozolin’sh, 1987
- Sphaerodoridium lutzeni Kudenov, 1987
- Sphaerodoridium minutum (Webster & Benedict, 1887)
- Sphaerodoridium octopapillatum (Hartmann-Schröder, 1965)
- Sphaerodoridium polypapillatum (Hartmann-Schroder & Rosenfeldt, 1988)
- Sphaerodoridium songkhlaense Plathong, Plathong & Capa, 2020
- Sphaerodoridium sphaerulipher (Moore, 1909)
- Sphaerodoridium uzintunensis (Kudenov, 1987)

Inaczej rodzaj definiują według stanu na 2021 roku autorzy World Polychaeta database, zaliczając doń:

- Sphaerodoridium amoureuxi (Aguirrezabalaga & Ceberio, 2005)
- Sphaerodoridium bisphaeroserialis Hartmann-Schröder, 1974
- Sphaerodoridium campanulata Borowski, 1994
- Sphaerodoridium celiae Moreira, Capa & Parapar in Capa et al, 2019
- Sphaerodoridium claparedii (Greeff, 1866)
- Sphaerodoridium gudmunduri (Moreira & Parapar, 2012)
- Sphaerodoridium guerritai Moreira & Parapar, 2015
- Sphaerodoridium guilbaulti Rullier, 1974
- Sphaerodoridium japonicum Ozolinsh, 1987
- Sphaerodoridium longesetosa Averincev, 1972
- Sphaerodoridium longiparapodium Katzmann, 1973
- Sphaerodoridium lutzeni Kudenov, 1987
- Sphaerodoridium minutum (Webster & Benedict, 1887)
- Sphaerodoridium multipapillata Hartmann-Schröder, 1974
- Sphaerodoridium octopapillatum Hartmann-Schröder, 1965
- Sphaerodoridium paracapense Hartmann-Schröder, 1974
- Sphaerodoridium simplex Amoureux, Rulllier & Fishelsohn, 1978
- Sphaerodoridium songkhlaense Plathong, Plathong & Capa, 2020